# Челларенго
Челларенго (итал. Cellarengo) — коммуна в Италии, располагается в регионе Пьемонт, в провинции Асти.
Население составляет 677 человек (2008 г.), плотность населения составляет 63 чел./км². Занимает площадь 11 км². Почтовый индекс — 14010. Телефонный код — 0141.
Покровителем коммуны почитается святой Фирмин Узеский, празднование 9 октября.

## Демография
Динамика населения:

## Администрация коммуны
- Официальный сайт: http://www.cellarengo.com/